# ショータイム (バスケットボール)

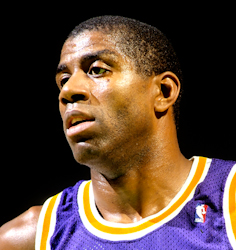
マジック・ジョンソンのパススキルがレイカーズのファストブレイクの引き金となった。

バスケットボールにおけるショータイム（Showtime）とは、およそ1979年から1991年まで、NBAのロサンゼルス・レイカーズがエキサイティングなラン＆ガン・スタイルのバスケットボールを展開していた時代の愛称である。マジック・ジョンソンのパススキルとカリーム・アブドゥル＝ジャバーの得点力に導かれ、チームはファストブレイクを駆使し、5度のNBAチャンピオンに輝いた。1979年にレイカーズのオーナーであるジェリー・バスがチームを買収し、ザ・フォーラムでの試合ではダンサーや生バンドを起用するなど、試合を楽しませようとした。これらから、ハリウッドセレブにも支持されるチームとなった。

## 背景

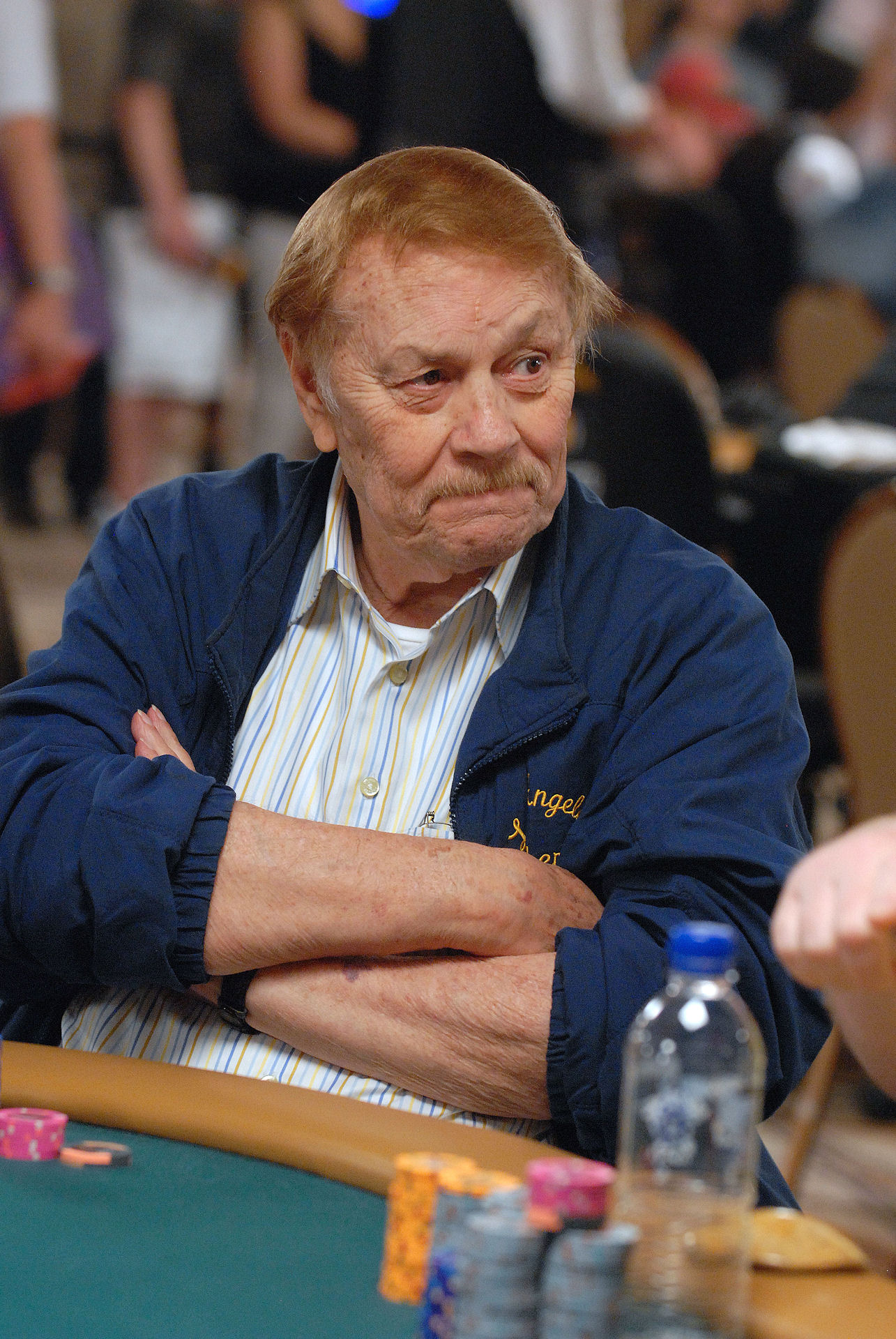
ジェリー・バスのショータイムの構想は、ナイトクラブ「ザ・ホーン」に触発されたものであった。

1979年にレイカーズのオーナーであるジャック・ケント・クックは、ジェリー・バスにチームを売却する手続きを行っていた。1979年のNBAドラフトで全体1位指名権を獲得したレイカーズは、マジック・ジョンソンかシドニー・モンクリーフのどちらかを指名することに絞っており、レイカーズにはすでにノーム・ニクソンという優秀なポイントガードがいたことから、モンクリーフはオフガードとして素晴らしい補強になる可能性があった。しかし、クックはジョンソンの笑顔とプレースタイルが好きだったこともあり、クックのレイカーズオーナーとしての最後の仕事の1つとして、ポイントガードのジョンソンを指名した。
バスがオーナーになると、彼はレイカーズの試合をファンに楽しませることを望んでいた。1960年代、バスはカリフォルニア州サンタモニカにある、高級な客層が集まるナイトクラブ「ザ・ホーン」の常連だった。バスはクラブのオープニングアクトとして有名な、彼らの代表曲である「イッツ・ショータイム」をドラマチックに歌っているが大好きだった。クックからレイカーズとフォーラムを買収した後、バスはホーンの大規模版の制作に着手した。ナイトクラブの演技と同様に、彼はバスケットボールの試合も楽しませるべきであると考えていた。
バスは、ジョン・ウッデン時代のUSCトロージャンズとUCLAブルーインズのカレッジバスケットボールの試合の興奮に匹敵するものを目指した。レイカーズにランニングゲームを持たせることを主張し、ジェリー・ウェストがレイカーズのヘッドコーチを退任した後、チームはUNLVレベルズのHCだったジェリー・タルカニアンを採用したかったが採用できず、バスはジャック・マッキニーを雇ってランニングオフェンスを導入させた。

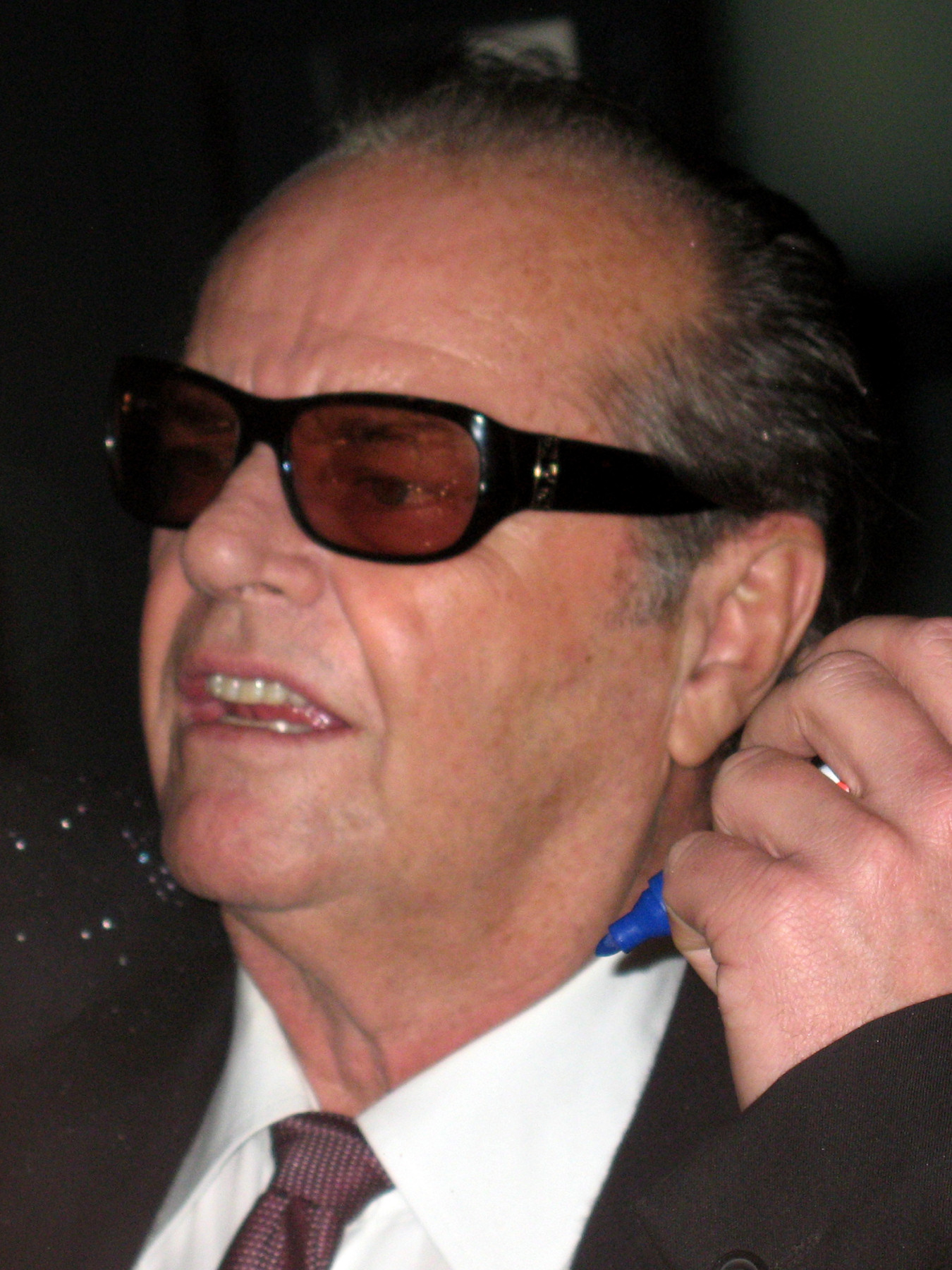
俳優のジャック・ニコルソンはレイカーズのホームアリーナでよく見かけらる有名人の1人である。

バスは、ランニングゲームと組み合わせた劇場的な雰囲気がファンを興奮させ、レイカーズのホームコート・アドバンテージを向上させると考えた。 彼は、全米で嫌われてもロサンゼルス文化に受け入れられるハリウッドの雰囲気を作りたかったことから、レイカーズのバスケットボールへのアプローチを説明するのに「The Horn」からショータイムという言葉を借り、レイカーズのファンやロサンゼルスメディアによって受け入れられることとなった。

## バスケットボール
バスは選手にお金をかけることを恐れなかった。1981年、カリーム・アブドゥル＝ジャバーが1年87万ドルというNBAで最も高給取りだった時にもかかわらず、バスはジョンソンと25年2500万ドルの契約を交わした。

### オフェンススタイル

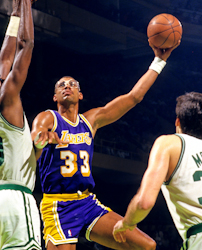
カリーム・アブドゥル＝ジャバーは、レイカーズの主要なハーフコートオプションであった。

ショータイムの最も重要な要素はレイカーズのファストブレイクであった。典型的なシークエンスでは、アブドゥル＝ジャバー、カート・ランビス、A.C.グリーンなどのリバウンダーが素早くジョンソンにアウトレットパスを出し、ジョンソンはコートを駆け抜けジャマール・ウィークス、ジェームズ・ウォージー、バイロン・スコット、マイケル・クーパーなどの選手にボールを回し、レイアップやダンクでフィニッシュするという流れであった。時にはジョンソンがリバウンドして自らボールをコート上にドライブしながらのファストブレイクをすることもあり、ノールックパスでチームメイトにボールを回すなど会場を賑やかした。
速攻がない場面では、ハーフコートオフェンスに落ち着き、NBA歴代通算得点王であるジャバーと彼のユニークな特徴であるスカイフックに頼ることになった。センターでジャバーをバックアップしたのは、元NBA最優秀選手のボブ・マカドゥーと、後年はドラフト全体1位指名のマイカル・トンプソンであり、いずれも表向きはパワーフォワードとして、クイックネスとアウトサイドシュート能力でゲームのペースを変えることができた。ジャバーが40歳に近づくと、パット・ライリーはジョンソンに得点を負わせるようにした。ジョンソンの「ジュニア、ジュニア・スカイフック (junior, junior skyhook)」は1987年のNBAファイナルの第4戦に勝利した。

### ショータイム時代
ヘッドコーチのジャック・マッキニーはレイカーズでわずか13試合しか指揮していないのは、1979-80シーズン中に深刻な自転車事故に巻き込まれたからであった。レイカーズは代理としてアシスタントコーチのポール・ウェストヘッドを採用し、彼はそのシーズンにレイカーズを約10年ぶりの優勝に導いた。ウェストヘッドはマッキニーのオフェンスシステムを使用し、ショータイムを定義する創造的で自発的なオフェンスであった。しかし、彼は翌シーズンからオフェンスを変更し始め、1981-82シーズンは開幕7勝4敗でスタートしたが、そのうちの6勝は4点差以内のゲームであり、メディアはウェストヘッドのより構造化されたオフェンスを批判していた。5連勝していたものの、バスもオフェンスに幻滅し、さらにジョンソンもウェストヘッドとそのシステムに不満を抱き、トレードを要求するまで発展した.。 その後、ウェストヘッドは解雇され、新ヘッドコーチにパット・ライリーが就任した。ライリーのもとレイカーズのアップテンポスタイルは復活し、そのシーズンも優勝成し遂げることとなった。

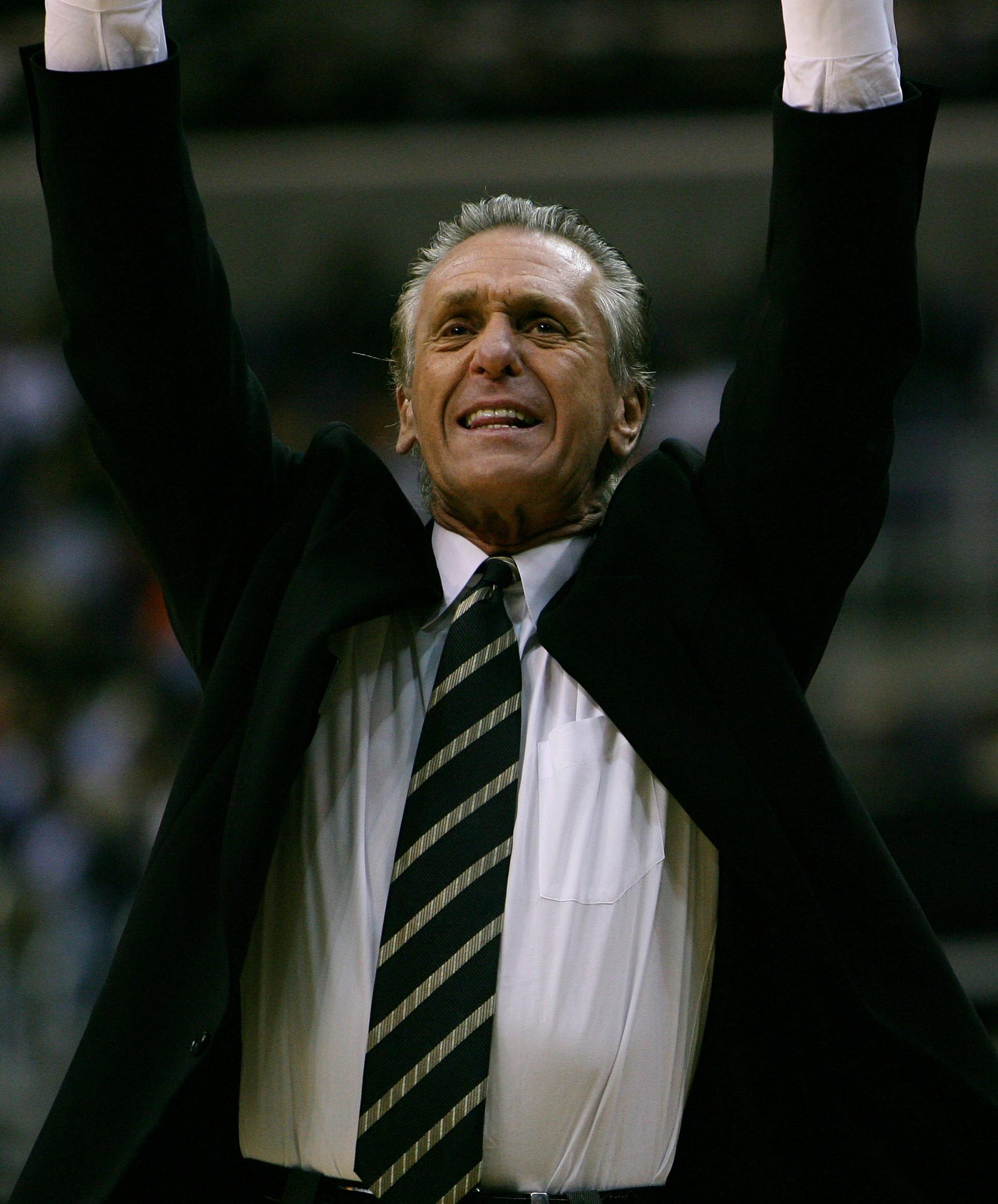
パット・ライリーの指揮の元、レイカーズは4度のNBAチャンピオンに輝いた。

ライリーはレイカーズを4度の優勝に導き、イタリア製の洗練されたスーツに身を包み、ムースで髪を後ろに流した姿は、チームのハリウッドの象徴的なイメージを高めていた。また、ディフェンスでも革新的だった。彼は、ゲームのペースをつかむために1-3-1ハーフコートトラップを採用した第一人者でもあった。 ショータイムレイカーズはその攻撃で知られていたが、彼らはディフェンスで優勝を成し遂げたといっても過言ではない。クーパーというトップのディフェンスストッパーがいたレイカーズは、当時リーグ全体では繊細なプレーをし、プレーオフで勝つにはフィジカルが足りないという認識だった。ライリーのマントラは「ノーリバウンド、ノーリング (no rebounds, no rings)」であり、チャンピオンシップを獲得するためにリバウンドのために戦う必要性を追求した。
1985年、レイカーズは因縁のライバルであったボストン・セルティックスとの9回目の対戦で初の優勝を果たし、1987年にもセルティックスを破って優勝を成し遂げた。1987年のファイナル後の優勝祝賀会で、ライリーは応援する観衆の前でレイカーズが1988年に再び優勝することを大胆に約束した。リーグでは20年近く連覇がなかったため、これは非常に大胆な意思表示であった。そして、この約束は実現するこになり、レイカーズは1988年に優勝を果たし、伝説のセンターであるビル・ラッセルが最後のシーズンを過ごした1968-69シーズンにセルティックスが連覇して以来の快挙を成し遂げた。チームの平均年齢も上がるにつれて、このシーズンからレイカーズはよりハーフコートのチームとなった。
1989年にアブドゥル＝ジャバーが引退すると、翌年にはライリーも退任し、この年のレイカーズはファイナルには進んだものの、マイケル・ジョーダン率いるシカゴ・ブルズに敗れ、その後にジョンソンがHIV感染と判明して引退を発表した。これらの出来事から、1991年にショータイムの時代が終わったと考える人が多くなり、ラストシーズンのジョンソンはリーグで3番目に年齢が高いポイントガードだったこともあり、スピードも以前より遅く、軽快さも失われていた。ライリーの後任で新ヘッドコーチにマイク・ダンリービーが採用され、オフェンスはよりハーフコートのセットを使用し、チームはディフェンスに再び重点を置いていた。ザ・プレスコット・クーリエ誌はこれらのレイカーズを「スロータイム」と呼んだ。